# Afrodita
Afrodita je v grški mitologiji boginja ljubezni, lepote, spolnega poželenja in zaščitnica zaljubljencev. Velja za najlepšo boginjo. V rimski mitologiji ji ustreza Venera v egipčanski pa Hathor. Ima pridevek »rojena v morski peni«.
Po Heisodu je hči Urana. Temu je njegov sin Kronos (oče Zevsa) odrezal spolne organe in jih vrgel v morje. Seme se je pomešalo z morjem in morje se je spenilo. V tej peni je nastala Afrodita, ki je na Cipru stopila na kopno, zaradi tega je bil eden glavnih centrov čaščenja Afrodite v Paphoso na Cipru. Obstajajo tudi drugi miti o rojstvu Afrodite. Po Homerju je hči Zeusa in Dione, drugi »poročajo« da je bila rojena v školjki. 
Poročena je bila s Hefajstom, bogom kovaštva in ognja, ki pa ga je stalno varala z nesmrtniki in smrtniki. Med zabavo z Aresom (Hefajst ju je presenetil, ujel v mrežo in pokazal vsem bogovom) je bil spočet Eros.
Afrodita je ljubila tudi smrtnika - lepega mladeniča Adonisa. Venomer ga je v skrbi zanj prigovarjala naj ne hodi na lov, vendar je ni ubogal. Ljubosumni Ares je nad Adonisa na lovu poslal merjasca, ki ga je nato raztrgal. Žalostna Afrodita se je odpravila iskat truplo in ko je tavala med bodičastim grmičevjem, se je zbodla in iz kapelj krvi, ki so padle na zemljo, so zrasle čudovite rože. Afrodita je prosila Zevsa, naj oživi Adonisa. V tem času pa si je Adonisa zaželela tudi Perzefona. Zevs je oživil mladeniča in določil, da naj pol leta prebije pri Perzefoni in pol leta pri Afroditi. To pripovedko so si razlagali kot simbol prebujanja in odmiranja v naravi (letni časi).
Na lepotnem tekmovanju treh boginj Here, Atene in Afrodite, na katerem je o zmagovalki odločal Trojanec Paris je zmagala Afrodita. S to odločitvijo si je Paris nakopal sovraštvo Here in Atene, ki je najbolj prišlo do izraza v trojanski vojni.

## Znana dela
- Rojstvo Afrodite, kip, 5. stoletje pr. n. št
- Afrodita Knidska, kip, 4. stoletje pr. n .št.
- Afrodita Kalipigos, kip, 1. ali 2. st. pr. n. št.
- Afrodita z Melosa, kip, 2. stoletje pr. n. št.
- Slika, N. Poussin, 1625
- Opera, C. Orff, 1951